# Film di Pokémon
I film di Pokémon sono ispirati all'omonima serie animata; essi hanno come protagonista Ash Ketchum e i suoi amici, i quali incontrano solitamente almeno un pokémon leggendario o misterioso.
I lungometraggi sono stati realizzati annualmente tra il 1998 e il 2020, distribuiti in Giappone nel mese di luglio ad eccezione dell'ultima pellicola a causa della pandemia di COVID-19. In Italia sono stati distribuiti i primi cinque film con un ritardo di due anni ciascuno, mentre i successivi otto sono usciti tra il 2009 e il 2012 senza rispettare l'ordine cronologico originale; dalla quattordicesima pellicola, sono tornati ad essere pubblicati dopo un anno dal Giappone.
Oltre ai film basati sulla serie animata, è stata distribuita una trasposizione live action intitolata Pokémon: Detective Pikachu e ispirata all'omonimo videogioco; tale lungometraggio, distribuito nel 2019, è stato realizzato per opera di Warner Bros. e Legendary Pictures, che ne hanno ottenuto i diritti da The Pokémon Company.

## Lungometraggi

### Anime
| #  | Titolo                                                   | Data di uscita   | Data di uscita   | Nota   |
| #  | Titolo                                                   | Giapponese       | Italiana         | Nota   |
| -- | -------------------------------------------------------- | ---------------- | ---------------- | ------ |
| 1  | Pokémon il film - Mewtwo contro Mew                      | 18 luglio 1998   | 20 aprile 2000   |        |
| 2  | Pokémon 2 - La forza di uno                              | 17 luglio 1999   | 22 dicembre 2000 |        |
| 3  | Pokémon 3 - L'incantesimo degli Unown                    | 8 luglio 2000    | 25 maggio 2001   |        |
| 4  | Pokémon 4Ever                                            | 7 luglio 2001    | 3 marzo 2004     |        |
| 5  | Pokémon Heroes                                           | 13 luglio 2002   | 26 maggio 2004   |        |
| 6  | Pokémon: Jirachi Wish Maker                              | 19 luglio 2003   | 16 marzo 2012    | [ 4 ]  |
| 7  | Pokémon: Destiny Deoxys                                  | 22 luglio 2004   | 11 luglio 2010   |        |
| 8  | Pokémon: Lucario e il mistero di Mew                     | 16 luglio 2005   | 4 gennaio 2009   |        |
| 9  | Pokémon Ranger e il Tempio del Mare                      | 15 luglio 2006   | 30 novembre 2009 |        |
| 10 | Pokémon: L'ascesa di Darkrai                             | 14 luglio 2007   | 22 luglio 2011   | [ 5 ]  |
| 11 | Pokémon: Giratina e il Guerriero dei Cieli               | 19 luglio 2008   | 11 aprile 2009   | [ 6 ]  |
| 12 | Pokémon: Arceus e il Gioiello della Vita                 | 18 luglio 2009   | 27 marzo 2010    | [ 7 ]  |
| 13 | Pokémon: Il re delle illusioni Zoroark                   | 10 luglio 2010   | 13 febbraio 2011 | [ 8 ]  |
| 14 | Il film Pokémon: Bianco - Victini e Zekrom               | 16 luglio 2011   | 16 aprile 2012   |        |
| 14 | Il film Pokémon: Nero - Victini e Reshiram               | 16 luglio 2011   | 16 aprile 2012   |        |
| 15 | Il film Pokémon - Kyurem e il solenne spadaccino         | 14 luglio 2012   | 6 aprile 2013    | [ 9 ]  |
| 16 | Il film Pokémon - Genesect e il risveglio della leggenda | 13 luglio 2013   | 19 ottobre 2013  |        |
| 17 | Il film Pokémon - Diancie e il bozzolo della distruzione | 19 luglio 2014   | 21 febbraio 2015 | [ 10 ] |
| 18 | Il film Pokémon - Hoopa e lo scontro epocale             | 18 luglio 2015   | 19 gennaio 2016  | [ 11 ] |
| 19 | Il film Pokémon - Volcanion e la meraviglia meccanica    | 16 luglio 2016   | 19 novembre 2016 | [ 12 ] |
| 20 | Il film Pokémon - Scelgo te!                             | 15 luglio 2017   | 5 novembre 2017  | [ 13 ] |
| 21 | Il film Pokémon - In ognuno di noi                       | 13 luglio 2018   | 11 dicembre 2018 | [ 14 ] |
| 22 | Pokémon: Mewtwo colpisce ancora - L'evoluzione           | 12 luglio 2019   | 27 febbraio 2020 |        |
| 23 | Il film Pokémon - I segreti della giungla                | 25 dicembre 2020 | 8 ottobre 2021   | [ 15 ] |

### Live action
| # | Titolo                     | Data di uscita | Data di uscita | Nota |
| # | Titolo                     | Giapponese     | Italiana       | Nota |
| - | -------------------------- | -------------- | -------------- | ---- |
| 1 | Pokémon: Detective Pikachu | 3 maggio 2019  | 10 maggio 2019 |      |

## Cortometraggi
Tutti i cortometraggi dei Pokémon hanno come protagonista Pikachu e altri Pokémon (nuove conoscenze assieme ai Pokémon di Ash e dei suoi amici). Personaggi umani non vengono mai mostrati in volto, ma vengono ripresi dal basso e talvolta parlano. In Giappone i corti sono stati pubblicati assieme al rispettivo film, in occasioni speciali o tramite la pratica degli OAV. In Italia sono disponibili in lingua italiana allegati ai corrispondenti film (dal primo al quinto, quest'ultimo sottotitolato). Ogni cortometraggio legato ai film dal quindicesimo in poi è disponibile in italiano. Altri tra questi cortometraggi sono stati presentati, in Occidente, nella serie contenitore Pokémon Chronicles.
| Nº | Titolo italiano Giapponese 「Kanji」 - Rōmaji                                                             | In onda          | In onda          |
| Nº | Titolo italiano Giapponese 「Kanji」 - Rōmaji                                                             | Giapponese       | Italiano         |
| 1  | Le vacanze di Pikachu 「ピカチュウのなつやすみ」 - Pikachū no natsuyasumi                                 | 18 luglio 1998   | 21 aprile 2000   |
| 2  | Le vacanze invernali di Pikachu: Natale con i Pokémon 「クリスマスであそぼ!」 - Kurisumasu de asobo!      | 22 dicembre 1998 | 4 febbraio 2007  |
| 3  | Divertimento sulla neve 「雪であそぼ!」 - Yuki de asobo!                                                  | 22 dicembre 1998 | 4 febbraio 2007  |
| 4  | Pikachu - Il salvataggio 「ピカチュウたんけんたい」 - Pikachū tankentai                                   | 17 luglio 1999   | 22 dicembre 2000 |
| 5  | 「こおであそぼ!」 - Ko o de a sobo!                                                                       | 22 dicembre 1999 | -                |
| 6  | 「クリスマスの夜」 - Kurisumasu no yoru                                                                   | 22 dicembre 1999 | -                |
| 7  | Pikachu & Pichu 「ピチューとピカチュウ」 - Pichū to Pikachū                                               | 8 luglio 2000    | 20 novembre 2001 |
| 8  | Le vacanze invernali di Pikachu - Dilemma Delibird 「デリバードのプレゼント」 - Deribādo no Purezento     | 22 dicembre 2000 | 11 novembre 2006 |
| 9  | Pupazzo Snorlax 「ホワイトストーリ」 - Howaito Sutōrī                                                     | 22 dicembre 2000 | 11 novembre 2006 |
| 10 | Il nascondino di Pikachu 「ピカチュウのドキドキかくれんぼ」 - Pikachū no dokidoki kakurenbo               | 7 luglio 2001    | 5 marzo 2004     |
| 11 | Il campeggio di Pikachu 「ピカピカ星空キャンプ」 - Pikapika hoshizora kyanpu                              | 13 luglio 2002   | 22 novembre 2005 |
| 12 | 「おどるポケモンひみつ基地」 - Odoru Pokemon himitsu kichi                                                | 19 luglio 2003   | -                |
| 13 | 「ピカチュウのなつまつり」 - Pikachū no natsumatsuri                                                      | 1º agosto 2004   | -                |
| 14 | 「ポケモン3Dアドベンチャー ミュウを探せ!」 - Pokémon 3D adobencha: Myū o saga se!                         | 18 marzo 2005    | -                |
| 15 | 「ピカチュウのおばケカーニバル」 - Pikachū no oba karnibaru                                               | 1º agosto 2005   | -                |
| 16 | 「ポケモン3Dアドベンチャー2 ピカチュウ海底大冒険」 - Pokémon 3D adobencha 2: Pikachū kai soko o bōken     | 20 maggio 2006   | -                |
| 17 | 「ピカチュウのわんぱくアイランド」 - Pikachū no wan airando                                               | 15 luglio 2006   | -                |
| 18 | 「ピカチュウの探検クラブ」 - Pikachū no saga ken kurabu                                                   | 1º agosto 2007   | -                |
| 19 | 「ピカチュウ 冰の大冒険」 - Pikachū hi no o bōken                                                         | 1º agosto 2008   | -                |
| 20 | 「ピカチュウのキラキラだいそうさ」 - Pikachū no kira kira dai sō saku!                                    | 1º agosto 2009   | -                |
| 21 | 「ピカチュウのふしざな大冒険」 - Pikachū no fushi zana o bōken                                            | 1º agosto 2010   | -                |
| 22 | 「ピカチュウのサマー・ブリッジ・ストーリー」 - Pikachū bo sama burijī sutori                              | 1º agosto 2011   | -                |
| 23 | 「うたえメロエッタ リンカのみをさがせ」 - Uta e Meroetta: Rinka no mi o saga se                           | 3 luglio 2012    | -                |
| 24 | La serenata di Meloetta 「メロエッタのキラキラリサイタル」 - Meroetta no kirakira risaitaru               | 14 luglio 2012   | 13 luglio 2013   |
| 25 | Eevee e i suoi amici 「ピカチュウとイーブイ☆フレンズ」 - Pikachū to ībui furenzu                          | 13 luglio 2013   | 6 dicembre 2013  |
| 26 | Pikachu, che chiave è questa? 「ピカチュウ、これなんのカギ？」 - Pikachū, kore nan no kagi?               | 19 luglio 2014   | 21 febbraio 2015 |
| 27 | Pikachu e la banda musicale Pokémon 「ピカチュウとポケモンおんがくたい」 - Pikachū to Pokémon on gaku tai | 18 luglio 2015   | 1º dicembre 2017 |

## Speciali televisivi
Sono stati prodotti vari speciali televisivi di Pokémon, con durata variabile e talvolta pari a quella di un normale episodio. Alcuni di questi speciali sono stati presentati, in Occidente, nella serie contenitore Pokémon Chronicles.
| Nº | Giapponese 「Kanji」 - Rōmaji | In onda           | In onda                                         |
| Nº | Giapponese 「Kanji」 - Rōmaji | Giapponese        | Italiano                                        |
| 1  | 「ポケットモンスター・秋のスペシャル！」 - Poketto Monsutā aki no supesharu ！ | 7 ottobre 1997    | -                                               |
| 1  | Clip show mai trasmesso al di fuori del Giappone. |                   |                                                 |
| 2  | Incontro con Babbo Natale 「ルージュラのクリスマス」 - Rougela no Christmas | 5 ottobre 1998    | 10 settembre 2000                               |
| 2  | Episodio speciale natalizio originariamente previsto per il 23 dicembre 1997 e trasmesso in Giappone insieme a La tormenta in uno speciale di un'ora. |                   |                                                 |
| 3  | La tormenta 「イワークでビバーク」 - Iwark de bivouac | 5 ottobre 1998    | 10 settembre 2000                               |
| 3  | Episodio speciale natalizio originariamente previsto per il 6 gennaio 1998 e trasmesso in Giappone insieme a Incontro con Babbo Natale in uno speciale di un'ora. |                   |                                                 |
| 4  | 「お正月だよ！ポケットモンスタースペシャル！」 - Oshōgatsudayo！Poketto Monsutā supesharu！ | 1º gennaio 1999   | -                                               |
| 4  | Clip show mai trasmesso al di fuori del Giappone. |                   |                                                 |
| 5  | 「ミュウツーの誕生」 - Myūtsū no tanjō | 8 luglio 1999     | -                                               |
| 5  | Corto animato che narra le origini di Mewtwo. In Giappone è stato trasmesso all'inizio del primo film nelle sue versioni televisive e pubblicato insieme ad esso per il mercato home video. |                   |                                                 |
| 6  | 「ヤドキングのいちにち」 - Yadokingu no ichi ni chi | 1º gennaio 2000   | -                                               |
| 7  | Litigio tra fratelli 「ぼくたちピチューブラザーズ・風船騒動」 - Bokutachi Pichūburazāzu fūsen sōdō no maki | 22 dicembre 2000  | 28 gennaio 2007                                 |
| 8  | 「ミュウツー！我ハココニ在リ」 - Mewtwo! Ware wa koko ni ari | 30 dicembre 2000  | -                                               |
| 9  | Il leggendario Pokémon tuono / Ragazzi coraggiosi / Il cristallo magnetico 「ポケットモンスタークリスタル・ライコウ 雷の伝説」 - Poketto Monsutā Kurisutaru: Raikou Kaminari no Densetsu | 30 dicembre 2001  | 21 ottobre 2006 28 ottobre 2006 4 novembre 2006 |
| 9  | Prima apparizione di Jimmy e Marina. |                   |                                                 |
| 10 | La famiglia di Brock 「タケシ！ニビジムをすくえ！」 - Takeshi! Nibi Jimu wo sukue! | 3 dicembre 2002   | 18 novembre 2006                                |
| 10 | Brock lascia alla sua palestra Geodude, Onix, Crobat e parte per Hoenn. |                   |                                                 |
| 11 | Blu ceruleo 「ハナダジムのリベンジマッチ」 - Hanada Jimu no Ribenji Matchi! | 10 dicembre 2002  | 25 novembre 2006                                |
| 11 | Misty cattura Gyarados e diventa capopalestra di Celestopoli. |                   |                                                 |
| 12 | Noi non siamo angeli! 「がんばれ！前向きロケット団」 - Ganbare! Maemuki Roketto-dan! | 17 dicembre 2002  | 2 dicembre 2006                                 |
| 13 | Regolamento di conti al laboratorio di Oak 「オーキド邸 だいけっせん!」 - Ōkido-yashiki daikessen! | 14 gennaio 2003   | 9 dicembre 2006                                 |
| 13 | Butch e Cassidy tentano di rubare i Pokémon presenti nel laboratorio del Professor Oak approfittando della distrazione dello scienziato e di Tracey. I membri del Team Rocket vengono tuttavia ostacolati dai Pokémon di Ash Ketchum. |                   |                                                 |
| 14 | La medaglia blu del coraggio 「カスミ！ブルーバッジをゲットせよ!!」 - Kasumi! Burū Bajji o Getto se yo! | 25 febbraio 2003  | 16 dicembre 2006                                |
| 14 | Misty viene sfidata da Sakura, un'allenatrice di Amarantopoli. Essendo tuttavia priva di medaglie, la capopalestra si reca dall'artigiano insieme a Sakura e Tracey per procurarsele. |                   |                                                 |
| 15 | Meowth e il monumento 「出会いのミレニアムタウン」 - Deai no Mireniamu Taun | 4 marzo 2003      | 27 gennaio 2007                                 |
| 15 | Meowth del Team Rocket si prende una vacanza e cerca di erigere un monumento a se stesso nella città dei Fratelli Pichu. |                   |                                                 |
| 16 | Meowth e il monumento 「アルバイトはたいへんニャース!?」 - Arubaito wa taihen Nyāsu!? | 4 marzo 2003      | 27 gennaio 2007                                 |
| 16 | Meowth del Team Rocket si prende una vacanza e cerca di erigere un monumento a se stesso nella città dei Fratelli Pichu. |                   |                                                 |
| 17 | Oak addormentato 「ポケモン捜査網！オーキド博士をさがせ!!」 - Pokemon sousa! Ōkido-hakase o sagase!! – "Oaknapped" | 8 aprile 2003     | 23 dicembre 2006                                |
| 18 | Le piccole, grandi avventure di Meowth 「迷探偵ニャース参上!」 - Meitantei Nyāsu Sanjyo! | 17 giugno 2003    | 3 febbraio 2007                                 |
| 18 | Le vacanze di Meowth si avviano alla fine, ma il suo sandwich viene rubato da un Kecleon. |                   |                                                 |
| 19 | Le piccole, grandi avventure di Meowth 「メイッコルリリは大迷惑?」 - Meikko Ruriri Daimeiwaku? | 17 giugno 2003    | 3 febbraio 2007                                 |
| 19 | Le vacanze di Meowth si avviano alla fine, ma il suo sandwich viene rubato da un Kecleon. |                   |                                                 |
| 20 | Pichu & Pichu - Pokémon in festa 「ぼくたちピチューブラザーズ・パーティはおおさわぎ！のまき」 - Boku-tachi Pichū burazāzu pāti wa ō sawagi! No maki | 18 luglio 2003    | 2 aprile 2004                                   |
| 21 | Un appuntamento con Delcatty 「カスミ真剣勝負！命かけます!?」 - Kasumi Shinken Shoubu! Mei Kakemasu!? | 2 settembre 2003  | 30 dicembre 2006                                |
| 21 | Misty e Casey salvano il Delcatty di Giorgio da Butch e Cassidy. |                   |                                                 |
| 22 | L'accademia del Team Rocket 「ロケット団 愛と青春の原点」 - Roketto-Dan Ai to Seishun no Genten | 30 settembre 2003 | 6 gennaio 2007                                  |
| 22 | Un lungo flashback mostra come Jessie, James e Meowth diventarono a tutti gli effetti membri del Team Rocket. |                   |                                                 |
| 23 | Salviamo il Centro Pokémon 「もうひとつのセレビィ伝説」 - Mou Hitotsu no Serebī Densetsu | 7 ottobre 2003    | 31 dicembre 2006                                |
| 23 | Con l'aiuto del Pokémon leggendario Celebi, Richie viaggia indietro nel tempo per impedire gli eventi che porteranno alla demolizione di un Pokémon Center. |                   |                                                 |
| 24 | Un Pokémon per Gilbert 「マサラタウン、ポケモントレーナーの旅立ち」 - Masara Taun, Pokemon Torēnā no Tabidachi! | 14 ottobre 2003   | 7 gennaio 2007                                  |
| 24 | Gilbert, il figlio del sindaco di Biancavilla, si reca al laboratorio del Professor Oak per ottenere il suo Pokémon iniziale, ma i tre Pokémon fuggono a causa di un incidente provocato dai Tauros di Ash. |                   |                                                 |
| 25 | Il ritorno di Aerodactyl 「ポケモン研究者シゲルと復活のプテラ」 - Pokemon Kenkyūsha Shigeru to Fukkatsu no Putera | 16 marzo 2004     | 13 gennaio 2007                                 |
| 25 | Gary Oak deve salvare un Aerodactyl clonato dall'Ambra Antica dalle mire di Butch e Cassidy. |                   |                                                 |
| 26 | Amore subacqueo 「カスミとラブカス！ラブバトル」 - Ten Kakeru Densetsu Hiroshi to Faiyā! | 14 settembre 2004 | 14 gennaio 2007                                 |
| 27 | Una sferzata di vitalità 「ナナコとリザードン！炎の猛特訓！」 - Nanako to Rizādon! Honoo no Mōtokkun! | 21 settembre 2004 | 20 gennaio 2007                                 |
| 27 | Casey aiuta il suo giocatore di baseball preferito, Cory, a ridare coraggio al suo Charizard Dan. |                   |                                                 |
| 28 | Sulle tracce della leggenda 「天駆ける伝説 ヒロシとファイヤー！」 - Ten Kakeru Densetsu Hiroshi to Faiyā! | 28 settembre 2004 | 21 gennaio 2007                                 |
| 28 | Richie e l'allenatore Silver devono salvare il Pokémon leggendario Moltres da Butch e Cassidy. |                   |                                                 |
| 29 | 「ゆれる島の戦い! ドジョッチ vs ナマズン!!」 - Yureru shima no tatakai! Dojocchi vs Namazun!! | -                 | -                                               |
| 29 | Episodio censurato per via del terremoto giapponese del 23 ottobre 2004. |                   |                                                 |
| 30 | 「戦慄のミラージュポケモン」 - Senritsu no Mirāju Pokemon | 13 ottobre 2006   | -                                               |
| 31 | 「ポケモンレンジャー 光の軌跡 ＜前編＞」 - Pokemon renjā: kō no kiseki (Zenpen) | 28 febbraio 2010  | -                                               |
| 31 | Episodio basato sul videogioco Pokémon Ranger: Tracce di luce, prima parte. |                   |                                                 |
| 32 | 「ポケモンレンジャー 光の軌跡 ＜後編＞」 - Pokemon renjā: kō no kiseki (Kouhen) | 7 marzo 2010      | -                                               |
| 32 | Episodio basato sul videogioco Pokémon Ranger: Tracce di luce, seconda parte. |                   |                                                 |
| 33 | 「ヒカリ・新たなる旅立ち！」 - Hikari - Aratanaru tabidachi! | 3 febbraio 2011   | -                                               |
| 33 | Il Cyndaquil di Lucinda si evolve in Quilava. |                   |                                                 |
| 34 | 「ニビジム・史上最大の危機！」 - Nibi Gym: shijō saidai no kiki! | 3 febbraio 2011   | -                                               |
| 34 | Forrest diventa capopalestra di Plumbeopoli. |                   |                                                 |
| 35 | 「ロケット団VSプラズマ団！(前編)」 - Roketto-dan VS Purazuma-dan! (Zenpen) | -                 | -                                               |
| 35 | Mentre Giovanni, arrivato ad Unima, visiona il Meteonite nel Castello Sepolto, l'elicottero su cui stanno viaggiando Ash, Iris, Spighetto, Aralia e l'agente Jenny viene abbattuto dal Team Plasma. Gli allenatori vengono invitati da Jenny a tornare ad Austropoli, ma sono interrotti ancora una volta dal Krokorok con gli occhiali da sole, che affronta Pikachu. Il Team Rocket, presa la potente pietra, vuole sfruttare un evento mondano di Austropoli per conquistare la regione, ma Bellocchio è già a conoscenza del disegno criminale e porta sulla scena Ash e gli altri. Prima apparizione di Liepard. |                   |                                                 |
| 36 | 「ロケット団ＶＳプラズマ団！(後編)」 - Roketto-dan VS Purazuma-dan! (Kouhen) | -                 | -                                               |
| 36 | Il Team Plasma compie un attentato al ballo in maschera e ruba il Meteonite a Giovanni. L'organizzazione vuole usare l'energia del meteorite per rivoltare i Pokémon contro i loro allenatori e forzarne la liberazione. Giovanni, il dottor Zager e Pierce si ritirano mentre Jessie, James e Meowth vengono incaricati di inseguire il Team Plasma al Deserto della Quiete, dove lo scontro tra i due fa collassare il Meteonite. Bellocchio e Aralia portano Ash e i suoi amici sul luogo. La squadra riesce a sconfiggere i due team e a riportare la pace ad Austropoli.                                         |                   |                                                 |
| 37 | 「祝15周年！ポケモン映画名シーン超ランキングスペシャル!!」 - Iwai 15-shūnen!Pokemon eiga-mei shīn chō rankingu supesharu!! | 16 agosto 2012    | -                                               |
| 37 | Speciale di un'ora per il quindicesimo anniversario dei film Pokémon. Il Team Rocket classifica i film usciti fino a quel momento. Inoltre, viene trasmessa una performance live di una sigla di chiusura della serie Best Wishes!. |                   |                                                 |
| 38 | Mewtwo - Preludio al risveglio 「ミュウツー ～覚醒への序章～」 - Myūtsū: kakusei e no joshō | 11 luglio 2013    | 22 aprile 2014                                  |
| 38 | Virgil incontra il Pokémon leggendario Mewtwo. |                   |                                                 |
| 39 | 「デントとタケシ！ギャラドスのげきりん！！」 - Dento to Takeshi! Gyaradosu no geki rin!! | 3 ottobre 2013    | -                                               |
| 39 | Brock incontra Spighetto. |                   |                                                 |
| 40 | 「アイリスVSイブキ！ドラゴンマスターへの道！！」 - Airisu VS Ibuki! Doragon masutā e no michi!! | 27 marzo 2014     | -                                               |
| 40 | Iris affronta la capopalestra Sandra. |                   |                                                 |
| 41 | Diancie - Principessa del Regno dei diamanti 「鉱国のプリンセス ディアンシー」 - Kō-koku no purinsesu Dianshī | 17 luglio 2014    | 6 novembre 2014                                 |
| 41 | Prima apparizione del Pokémon leggendario Diancie. |                   |                                                 |
| 42 | 「おでまし小魔神フーパ」 - O demashi ko majin Fūpa | 19 giugno 2015    | -                                               |
| 42 | Prima apparizione del Pokémon leggendario Hoopa. |                   |                                                 |
| 43 | 「すべてのナゾを解き明かせ！ポケットモンスターXY&Z完全マスタースペシャル！！」 - Subete no nazo o tokiakase! Pokettomonsutā XY& Z kanzen masutāsupesharu!! | 31 dicembre 2015  | -                                               |
| 43 | Speciale televisivo di due ore in cui venne trasmessa una replica di Megaevoluzione - Episodio speciale IV e dell'episodio Dalla A alla Z! della serie Pokémon: Serie XYZ nella prima ora, e un clip show sul passato e il futuro della serie nella seconda ora. |                   |                                                 |
| 44 | La leggenda di X, Y e Z! 「XYZの伝説！」 - XYZ no densetsu! | 3 novembre 2016   | 22 febbraio 2017                                |
| 45 | 「最強の二人！シトロンとデント！！」 - Saikyō no futari! Shitoron to Dento!! | 10 novembre 2016  | -                                               |
| 45 | Lem e Clem incontrano Spighetto. |                   |                                                 |
| 46 | 「夏休み直前１時間スペシャル！」 - Natsuyasumi chokuzen 1-jikan supesharu! | 2 luglio 2021     | -                                               |
| 46 | Speciale di un'ora per la serie Pokémon: Serie Esplorazioni Master. |                   |                                                 |
| 47 | 「時の波紋」 - Toki no hamon | 12 febbraio 2022  | -                                               |
| 47 | Corto animato per la mostra A Ripple in Time di Daniel Arsham. |                   |                                                 |
| 48 | Il lontano cielo azzurro! 「遥かなる青い空」 - Harukanaru aoi sora | 23 dicembre 2022  | 7 ottobre 2023                                  |
| 48 | Speciale della serie animata ambientato nell'universo dei lungometraggi 20, 21 e 23. Ash incontra lo spirito di un bambino defunto e aiuta i suoi genitori a superare il lutto. Dopo aver ceduto il suo cappello dei film a un Mankey riceve dal padre un cappello identico a quello indossato dalla sua controparte della serie televisiva nelle stagioni originali. |                   |                                                 |

### MiniseriePokémon Megaevoluzione
Durante la trasmissione della serie Pokémon: Serie XY una minsierie in quattro episodi speciali dal titolo Pokémon Megaevoluzione è stata pubblicata in Giappone tra il 3 aprile 2014 e il 29 ottobre 2015, mentre in Italia è andata in onda tra il 26 settembre 2014 e il 18 aprile 2016. La serie si concentra sul personaggio di Alan e il concetto di megaevoluzione.
| Nº | Titolo italiano Giapponese 「Kanji」 - Rōmaji | In onda         | In onda           |
| Nº | Titolo italiano Giapponese 「Kanji」 - Rōmaji | Giapponese      | Italiano          |
| 1  | Megaevoluzione - Episodio speciale I 「ポケットモンスター XY 特別編 最強メガシンカ ～Act I～」 - Poketto Monsutā XY tokubetsu-hen saikyō megashinka: Act I       | 3 aprile 2014   | 26 settembre 2014 |
| 1  | Prima apparizione di Alan, Narciso ed Elisio. |                 |                   |
| 2  | Megaevoluzione - Episodio speciale II 「ポケットモンスター XY 特別編 最強メガシンカ ～Act II～」 - Poketto Monsutā XY tokubetsu-hen saikyō megashinka: Act II    | 6 novembre 2014 | 18 aprile 2016    |
| 3  | Megaevoluzione - Episodio speciale III 「ポケットモンスター XY 特別編 最強メガシンカ ～Act III～」 - Poketto Monsutā XY tokubetsu-hen saikyō megashinka: Act III | 19 marzo 2015   | 18 aprile 2016    |
| 4  | Megaevoluzione - Episodio speciale IV 「ポケットモンスター XY 特別編 最強メガシンカ ～Act IV～」 - Poketto Monsutā XY tokubetsu-hen saikyō megashinka: Act IV    | 29 ottobre 2015 | 18 aprile 2016    |
| 4  | Prima apparizione del Pokémon leggendario Zygarde. |                 |                   |

### MiniseriePokémon: Le cronache di Arceus
Una miniserie di quattro episodi speciali vagamente basata sul gioco Leggende Pokémon: Arceus è stata pubblicata in Giappone tra il 21 e il 28 gennaio 2022 su Prime Video. In italia la miniserie è stata pubblicata come un unico speciale animato sul servizio di streaming Netflix il 23 settembre 2022. La serie vede i protagonisti della serie Esplorazioni Pokémon tornare a Sinnoh e partecipare a un festival che rievoca il Villaggio Giubilo, luogo chiave del gioco a cui la miniserie è ispirata, e qui sventare l'ennesimo piano del Team Galassia.
| Nº | Titolo italiano Giapponese 「Kanji」 - Rōmaji                                                                          | In onda         | In onda           |
| Nº | Titolo italiano Giapponese 「Kanji」 - Rōmaji                                                                          | Giapponese      | Italiano          |
| 1  | Pokémon: Le cronache di Arceus (Parte 1) 「サトシとゴウ！シンオウフェスにゴー！！」 - Satoshi to Gō! Shinōfesu ni gō!! | 21 gennaio 2022 | 23 settembre 2022 |
| 2  | Pokémon: Le cronache di Arceus (Parte 2) 「ヒードラン爆進！！」 - Hīdoran bakushin!!                                   | 21 gennaio 2022 | 23 settembre 2022 |
| 3  | Pokémon: Le cronache di Arceus (Parte 3) 「テンガン山の大熱戦！！」 - Tengansan no dai nessen!!                        | 28 gennaio 2022 | 23 settembre 2022 |
| 4  | Pokémon: Le cronache di Arceus (Parte 4) 「奇跡の輝き！シンオウ伝説！」 - Kiseki no kagayaki! Shin'ō densetsu!         | 28 gennaio 2022 | 23 settembre 2022 |

## Speciali per planetari e musei
Questi speciali animati sono stati mostrati unicamente in planetari e musei giapponesi.
| Nº | Giapponese 「Kanji」 - Rōmaji                                                               | In onda           | In onda  |
| Nº | Giapponese 「Kanji」 - Rōmaji                                                               | Giapponese        | Italiano |
| 1  | 「天空からの挑戦」 - Tenkū kara no chōsen                                                   | 29 maggio 2004    | -        |
| 2  | 「あつまれ！ポケモン・プラネットセンター」 - Atsumare! Pokemon puranettosentā               | 3 giugno 2006     | -        |
| 3  | 「あつまれ！ポケモン星まつり」 - Atsumare! Pokemon-boshi matsuri                            | 31 maggio 2008    | -        |
| 4  | 「光と影のテンキュウギ」 - Hikatokage no tenkyuugi                                          | 11 giugno 2011    | -        |
| 5  | 「宇宙の破片」 - Uchū no hahen                                                              | 12 luglio 2014    | -        |
| 6  | 「ポケットモンスター サン＆ムーン プラネタリウム」 - Pokettomonsutā San & Mūn Puranetariumu | 10 settembre 2017 | -        |
| 7  | 「オーロラからのメッセージ」 - Ōrora kara no messēji                                        | 29 agosto 2020    | -        |

## Altre animazioni
Una serie di corti animati di differente durata e natura sono stati pubblicati nel corso del tempo. Questi episodi tuttavia non sono parte della serie animata principale, e sono da considerarsi come prodotti distinti da essa.
| Nº  | Giapponese 「Kanji」 - Rōmaji | In onda           | In onda           |
| Nº  | Giapponese 「Kanji」 - Rōmaji | Giapponese        | Italiano          |
| 1   | 「ポケモン不思議のダンジョン 出動ポケモン救助隊ガンバルズ！」 - Pokemon Fushigi no Danjon: Shutsudō Pokemon kyūjotai ganbaruzu! | 23 marzo 2007     | -                 |
| 1   | Episodio basato sui videogiochi Pokémon Mystery Dungeon: Squadra rossa e Squadra blu. |                   |                   |
| 2   | Pokémon Mystery Dungeon - Esploratori del tempo e dell'oscurità 「ポケモン不思議のダンジョン 時の探検隊・闇の探検隊」 - Pokemon Fushigi no Danjon: Ji no tankentai yami no tankentai | 9 settembre 2007  | 3-4 luglio 2008   |
| 2   | Episodio basato sui videogiochi Pokémon Mystery Dungeon: Esploratori del tempo ed Esploratori dell'oscurità. |                   |                   |
| 3   | 「ポケモン不思議のダンジョン 空の探検隊 時と闇をめぐる 最後の冒険」 - Pokemon Fushigi no Danjon: Sora no tankentai ji to yami o meguru saigo no bōken | 12 aprile 2009    | -                 |
| 3   | Episodio basato sul videogioco Pokémon Mystery Dungeon: Esploratori del cielo. |                   |                   |
| 4   | 「『ポケットモンスターブラック２・ホワイト２』紹介SPムービー」 - "Poketto Monsutā Burakku 2 Howaito 2" Shōkai SP mūbī | 13 luglio 2012    | -                 |
| 4   | Trailer animato per Pokémon Nero 2 e Bianco 2. |                   |                   |
| 5   | 「ポケモン不思議のダンジョン ～マグナゲートと∞迷宮 PV 1」 - Pokemon Fushigi no Danjon: Magunagēto to ∞ meikyū PV 1 | 15 dicembre 2012  | -                 |
| 5   | Trailer animato per Pokémon Mystery Dungeon: I portali sull'infinito. |                   |                   |
| 6   | 「ポケモン不思議のダンジョン ～マグナゲートと∞迷宮 PV 2」 - Pokemon Fushigi no Danjon: Magunagēto to ∞ meikyū PV 2 | 15 dicembre 2012  | -                 |
| 6   | Trailer animato per Pokémon Mystery Dungeon: I portali sull'infinito. |                   |                   |
| 7   | 「『ポケットモンスター オメガルビー・アルファサファイア』 メガスペシャルアニメーション」 - "Poketto Monsutā Omegarubī Arufasafaia" Megasupesharuanimēshon | 16 novembre 2014  | -                 |
| 7   | Trailer animato per Pokémon Rubino Omega e Zaffiro Alpha. |                   |                   |
| 8   | La canzone di Magikarp 「コイキングのうた「I LOVE コイキング」」 - Koiking no Uta: "I LOVE KOIKING" | 28 luglio 2016    | 12 maggio 2017    |
| 8   | Canzone che celebra il Pokémon di prima generazione Magikarp. Una versione con sottotitoli in italiano è stata pubblicata per promuovere il gioco mobile Magikarp Jump. |                   |                   |
| 9   | 「Pokémon Short #1」 | 22 novembre 2016  | -                 |
| 9   | Primo corto in CGI per promuovere Pokémon Sole e Luna. |                   |                   |
| 10  | 「Pokémon Short #2」 | 24 novembre 2016  | -                 |
| 10  | Secondo corto in CGI per promuovere Pokémon Sole e Luna. |                   |                   |
| 11  | 「Pokémon Short #3」 | 25 novembre 2016  | -                 |
| 11  | Terzo corto in CGI per promuovere Pokémon Sole e Luna. |                   |                   |
| 12  | 「Pokémon Short #4」 | 26 novembre 2016  | -                 |
| 12  | Quarto corto in CGI per promuovere Pokémon Sole e Luna. |                   |                   |
| 13  | 「Pokémon Short: Problem Solver」 | 27 novembre 2016  | -                 |
| 13  | Quinto corto in CGI per promuovere Pokémon Sole e Luna. |                   |                   |
| 14  | 「Pokémon Short: Making a Splash」 | 28 novembre 2016  | -                 |
| 14  | Sesto corto in CGI per promuovere Pokémon Sole e Luna. |                   |                   |
| 15  | 「Pokémon Short: Super Effective」 | 29 novembre 2016  | -                 |
| 15  | Settimo corto in CGI per promuovere Pokémon Sole e Luna. |                   |                   |
| 16  | 「Pokémon Short: Master of Flight」 | 30 novembre 2016  | -                 |
| 16  | Ottavo corto in CGI per promuovere Pokémon Sole e Luna. |                   |                   |
| 17  | I due Professori - Episodio 1: La scoperta di un nuovo Pokémon 「Profile01「新しいポケモン、発見」」 - Purofu 01 "Atarashī Pokemon, hakken" | 25 settembre 2018 | 25 settembre 2018 |
| 17  | Primo video in animazione CGI dedicato al Pokémon Meltan in promozione dei giochi Pokémon Let's Go, Pikachu! e Let's Go, Eevee! e Pokémon GO. |                   |                   |
| 18  | I due Professori - Episodio 2: Meltan e la scatola misteriosa 「Profile02「メルタンと“ふしぎなはこ”」」 - Purofu 02 "Mrutan to 'fushigina hako'" | 10 ottobre 2018   | 10 ottobre 2018   |
| 18  | Secondo video in animazione CGI dedicato al Pokémon Meltan in promozione dei giochi Pokémon Let's Go, Pikachu! e Let's Go, Eevee! e Pokémon GO. |                   |                   |
| 19  | I due Professori - Episodio 3: L'ultimo mistero di Meltan 「Profile03「メルタンの最後の謎」」 - Purofu 03 "Merutan no saigo no nazo" | 24 ottobre 2018   | 24 ottobre 2018   |
| 19  | Terzo video in animazione CGI dedicato al Pokémon Meltan in promozione dei giochi Pokémon Let's Go, Pikachu! e Let's Go, Eevee! e Pokémon GO. |                   |                   |
| 20  | 「『ポケモンマスターズ』トレーナー大集結スペシャルアニメーション」 - "Pokémon Masutāzu" Torēnā dai shūketsu supesharu animēshon | 27 giugno 2019    | -                 |
| 20  | Trailer animato per Pokémon Masters. |                   |                   |
| 21  | 「GOTCHA!」 | 29 settembre 2020 | -                 |
| 21  | Video musicale animato basato sui videogiochi della serie principale. |                   |                   |
| 22  | 「Pokémon 25 Short: Hop to the Beat in Galar」 | 9 marzo 2021      | -                 |
| 22  | Primo corto in CGI per celebrare i 25 anni del franchise. Nono corto in CGI in generale. |                   |                   |
| 23  | 「Pokémon 25 Short: Enjoy a Vacation in Alola」 | 13 aprile 2021    | -                 |
| 23  | Secondo corto in CGI per celebrare i 25 anni del franchise. Decimo corto in CGI in generale. |                   |                   |
| 24  | 「Pokémon 25 Short: Share a snack in Kalos!」 | 20 maggio 2021    | -                 |
| 24  | Terzo corto in CGI per celebrare i 25 anni del franchise. Undicesimo corto in CGI in generale. |                   |                   |
| 25  | 「Pokémon 25 Short: Getting Ready in Unova」 | 16 giugno 2021    | -                 |
| 25  | Quarto corto in CGI per celebrare i 25 anni del franchise. Dodicesimo corto in CGI in generale. |                   |                   |
| 26  | 「Pokémon 25 Short: Celebrating in Sinnoh」 | 18 agosto 2021    | -                 |
| 26  | Quinto corto in CGI per celebrare i 25 anni del franchise. Tredicesimo corto in CGI in generale. |                   |                   |
| 27  | 「Pokémon 25 Short: Kick Back in Hoenn」 | 17 settembre 2021 | -                 |
| 27  | Sesto corto in CGI per celebrare i 25 anni del franchise. Quattordicesimo corto in CGI in generale. |                   |                   |
| 28  | 「Pokémon 25 Short: Johto Jokesters」 | 11 novembre 2021  | -                 |
| 28  | Settimo corto in CGI per celebrare i 25 anni del franchise. Quindicesimo corto in CGI in generale. |                   |                   |
| 29  | 「ポケモン カードゲーム イラストストーリー 「ウワサのみ」」 - Pokémon Kādo Gēmu Irasuto Sutōrī "Uwasa Nomi" | 3 dicembre 2021   | -                 |
| 29  | Primo corto animato Pokémon Card Game Illust Story. |                   |                   |
| 30  | 「ポケモン カードゲーム イラストストーリー 「こまった居候」」 - Pokémon Kādo Gēmu Irasuto Sutōrī "Komatta Isōrō" | 3 dicembre 2021   | -                 |
| 30  | Secondo corto animato Pokémon Card Game Illust Story. |                   |                   |
| 31  | 「Pokémon 25 Short: Shining Bright in Kanto」 | 21 dicembre 2021  | -                 |
| 31  | Ottavo corto in CGI per celebrare i 25 anni del franchise. Sedicesimo corto in CGI in generale. |                   |                   |
| 32  | Forza, Bidoof! 「ビッパ、キミにきめた！」 - Bippa, kimi ni kimeta ！ | 11 gennaio 2022   | 11 gennaio 2022   |
| 32  | Cortometraggio con protagonista il Pokémon Bidoof. |                   |                   |
| 33  | 「ポケモンデザートスペシャル」 - Pokémon dezāto supesharu | 15 febbraio 2022  | -                 |
| 33  | Primo episodio di Pokémon Sweet Paradise, serie di corti in cui dei Pokémon (animati in CGI) aiutano il loro allenatore a cucinare dei dolcetti. |                   |                   |
| 34  | 「ゴージャス！タルト盛り合せ」 - Gōjasu! Zakari awase | 18 febbraio 2022  | -                 |
| 34  | Secondo episodio di Pokémon Sweet Paradise, serie di corti in cui dei Pokémon (animati in CGI) aiutano il loro allenatore a cucinare dei dolcetti. |                   |                   |
| 35  | 「甘い飴は冬の味」 - Amai ame wa fuyu no aji | 22 febbraio 2022  | -                 |
| 35  | Terzo episodio di Pokémon Sweet Paradise, serie di corti in cui dei Pokémon (animati in CGI) aiutano il loro allenatore a cucinare dei dolcetti. |                   |                   |
| 36  | 「「ポケピース」コンセプトムービー」 - "Pokepīsu" Konseputo Mūbī | 29 luglio 2022    | -                 |
| 36  | Breve cortometraggio animato che ritrae diversi Pokémon iconici e le loro abitudini, il primo della serie Poképiece. |                   |                   |
| 37  | Grafaiai lascia il segno! 「不思議な模様を描くポケモン「タギングル」の姿に迫る！」 - Fushigina moyō o egaku Pokémon "Taginguru" no sugata ni semaru! | 1º settembre 2022 | 1º settembre 2022 |
| 37  | Video promozionale in stile documentario dedicato ai giochi Pokémon Scarlatto e Violetto incentrato sulle ricerche intorno al Pokémon di nona generazione Grafaiai. |                   |                   |
| 38  | Chi è il Pokémon di Kissara? 「ジムリーダー・ナンジャモの相棒は何者なんじゃ!?「ドンナモンジャTV」」 - Jimurīdā Nanjamo no aibō wa nanimonona n ja!? "Donnamonja TV" | 12 ottobre 2022   | 12 ottobre 2022   |
| 38  | Video promozionale in stile live streaming dedicato ai giochi Pokémon Scarlatto e Violetto incentrato sulla nuova capopalestra di tipo Elettro e streamer Kissara. |                   |                   |
| 39  | Ecco Bellibolt! 「ジムリーダー・ナンジャモが相棒のポケモン「ハラバリー」を紹介！「ドンナモンジャTV」」 - Jimurīdā Nanjamo ga aibō no Pokémon "Harabarī" o shōkai! "Donnamonja TV" | 14 ottobre 2022   | 14 ottobre 2022   |
| 39  | Video promozionale in stile live streaming dedicato ai giochi Pokémon Scarlatto e Violetto incentrato sul nuovo Pokémon di nona generazione Bellibolt. |                   |                   |
| 40  | È stato avvistato un nuovo Pokémon di tipo Spettro a Paldea! 「おばけいぬポケモン「ボチ」と遭遇!」 - Obake inu Pokémon "Bochi" to sōgū! | 25 ottobre 2022   | 25 ottobre 2022   |
| 40  | Video promozionale dedicato ai giochi Pokémon Scarlatto e Violetto incentrato sul nuovo Pokémon di nona generazione Greavard. |                   |                   |
| 41  | Da dove spuntano queste monete? 「新たな発見! コインを持つポケモン「コレクレー」｜ジニア先生とウィロー博士の通話記録」 - Aratana hakken! Koin o motsu Pokémon "Korekurē"｜Jinia-sensei to Wirō-hakase no tsūwa kiroku | 6 novembre 2022   | 6 novembre 2022   |
| 41  | Video promozionale dedicato ai giochi Pokémon Scarlatto e Violetto incentrato sul nuovo Pokémon di nona generazione Gimmighoul. |                   |                   |
| 42  | 「「ウルトラビースト」対策用記録映像」 - "Urutorabīsuto" taisakuyō kiroku eizō | 28 novembre 2022  | -                 |
| 42  | Video compilation che raccoglie tutte le animazioni sulle Ultracreature in promozione del loro arrivo su Pokémon Go pubblicate nelle settimane precedenti. |                   |                   |
| 43  | Mille Pokémon! 「Pokémon 1008 ENCOUNTERS」 | 12 gennaio 2023   | 12 gennaio 2023   |
| 43  | Video celebrativo che passa in rassegna tutti i Pokémon esistenti dopo aver superato il traguardo dei mille con l'uscita dei giochi Pokémon Scarlatto e Violetto. |                   |                   |
| 44  | 「同梦之旅」 - Tóngmèng-zhī Lǚ | 28 febbraio 2023  | -                 |
| 44  | Un corto animato di 12 minuti in lingua cinese. Il titolo si può tradurre approssimativamente come Viaggio dei sogni condivisi. |                   |                   |
| 45  | Scoprire Pokémon insieme - Lechonk 「とある日のグルトン」 - Toaru hi no Guruton | 28 aprile 2023    | 31 marzo 2023     |
| 45  | Primo corto animato della serie Scoprire Pokémon insieme, dedicato al Pokémon Lechonk. Questo corto fa parte della serie solo in Occidente: in Giappone il video è difatti presentato come parte di un'altra serie di brevi animazioni con orientamento verticale. La versione giapponese non presenta, inoltre, il voice-over. |                   |                   |
| 46  | Quanti Tandemaus ci sono? 「ワッカネズミ大量発生中!?」 - Wakkanezumi tairyō hassei chū!? | 30 aprile 2023    | 5 aprile 2023     |
| 46  | Breve animazione con protagonista Tandemaus. |                   |                   |
| 47  | Sprigatito. Tutto qui. 「とある日のニャオハ」 - Toaru hi no Nyaoha | 21 aprile 2023    | 6 aprile 2023     |
| 47  | Breve animazione con protagonista Sprigatito. |                   |                   |
| 48  | Occhio, Corviknight: Tinkaton fa sempre centro! 「道を行くデカヌチャン」 - Michi o iku Dekanuchan | 7 aprile 2023     | 21 aprile 2023    |
| 48  | Breve animazione con protagonista Tinkaton. |                   |                   |
| 49  | 「「マルジャナイ島のシカクなポケモン!?」 第1話 「きぐうな であい」」 - "Marujanai tō no shi kakuna Pokémon!?" Dai 1 wa "Kigūna deai" | 9 aprile 2023     | -                 |
| 49  | Primo episodio di una serie di corti realizzati con un'animazione ispirata a Pokémon Quest. |                   |                   |
| 50  | Vogliono solo un abbraccio! 「ポケモンたちがこちらを覗いてきて...!?」 - Pokémon kochira o nozoitekite...!? | 12 maggio 2023    | 18 aprile 2023    |
| 50  | Breve animazione con protagonista Pikachu e altri Pokémon. |                   |                   |
| 51  | 「とある日のホゲータ」 - Toaru hi no Hogēta | 22 aprile 2023    | -                 |
| 51  | Breve animazione con protagonista Fuecoco. |                   |                   |
| 52  | 「ポケモンセンター「ピカッと ピカピカ ピカチュウキャンペーン」PV」 - Pokémon Sentā "Pikatu to pikapika pikachūkyanpēn" PV | 22 aprile 2023    | -                 |
| 52  | Video promozionale animato per la campagna dedicata a Pikachu dei Pokémon Center giapponesi. |                   |                   |
| 53  | 「とある日のクワッス」 - Toaru hi no Kuwassu | 23 aprile 2023    | -                 |
| 53  | Breve animazione con protagonista Quaxly. |                   |                   |
| 54  | 「「マルジャナイ島のシカクなポケモン!?」 第2話 「どうくつの め」」 - "Marujanai tō no shi kakuna Pokémon!?" Dai 2 wa "Dō kutsu no me" | 28 aprile 2023    | -                 |
| 54  | Secondo episodio di una serie di corti realizzati con un'animazione ispirata a Pokémon Quest. |                   |                   |
| 55  | Compagni di Paldea: Carineria 「Paldean Partners: Play Rough」 | 10 maggio 2023    | 10 maggio 2023    |
| 55  | Primo corto della serie Paldean Partners. |                   |                   |
| 56  | Compagni di Pladea: Staffetta 「Paldean Partners: Baton Pass」 | 17 maggio 2023    | 17 maggio 2023    |
| 56  | Secondo corto della serie Paldean Partners. |                   |                   |
| 57  | 「ぽけもん浮世絵」 - Pokémon Ukiyo-e | 19 maggio 2023    | -                 |
| 57  | Breve animazione con protagonista Psyduck. |                   |                   |
| 58  | Compagni di Paldea: Giornodisole 「Paldean Partners: Sunny Day」 | 24 maggio 2023    | 24 maggio 2023    |
| 58  | Terzo corto della serie Paldean Partners. |                   |                   |
| 59  | 「ポケピース」プロフィールムービー」 - "Poképīsu" Purofīru Mūbī | 26 maggio 2023    | -                 |
| 59  | Breve cortometraggio animato che ritrae diversi Pokémon iconici e le loro abitudini, il secondo della serie Poképiece. |                   |                   |
| 60  | Compagni di Paldea: Sonoqui 「Paldean Partners: Follow Me」 | 31 maggio 2023    | 31 maggio 2023    |
| 60  | Quarto corto della serie Paldean Partners. |                   |                   |
| 61  | Compagni di Pladea: Profumino 「Paldean Partners: Sweet Scent」 | 7 giugno 2023     | 7 giugno 2023     |
| 61  | Quinto corto della serie Paldean Partners. |                   |                   |
| 62  | Compagni di Paldea: Pulizie 「Paldean Partners: Tidy Up」 | 13 giugno 2023    | 13 giugno 2023    |
| 62  | Sesto e ultimo corto della serie Paldean Partners. |                   |                   |
| 63  | 「「マルジャナイ島のシカクなポケモン!?」 第3話 「ぶきみな もり」」 - "Marujanai tō no shi kakuna Pokémon!?" Dai 3 wa "Bukimina Mori" | 18 giugno 2023    | -                 |
| 63  | Terzo episodio di una serie di corti realizzati con un'animazione ispirata a Pokémon Quest. |                   |                   |
| 64  | I Campionati Mondiali Pokémon 2023 「「ポケモンWCS2023」アニメーションCM「キミに会えた！」」 - "Pokémon WCS 2023" Animēshon CM "Kimi ni Aeta!" | 23 luglio 2023    | 23 luglio 2023    |
| 64  | Trailer animato per i Campionati Mondiali Pokémon 2023. |                   |                   |
| 65  | Ecco Mew e Mewtwo! 「Get Mew & Mewtwo!! キミだけのミュウと、「最強のミュウツー」に挑め!」 - Get Mew & Mewtwo!! Kimi dake no Myū to, "Saikyō no Myūtsū" ni nozome! | 8 agosto 2023     | 8 agosto 2023     |
| 65  | Trailer animato per la distribuzione di Mew e il raid speciale di Mewtwo su Pokémon Scarlatto e Violetto. |                   |                   |
| 66  | Pokémon: Verso la cima - Episodio 1: Il club 「ポケモンWCS2023記念アニメ「PATH TO THE PEAK 頂へのきずな」第1話」 - Pokémon WCS 2023 Kinen Anime "PATH TO THE PEAK Itadaki e no Kizuna" Dai 1 wa | 14 agosto 2023    | 11 agosto 2023    |
| 66  | Primo episodio della webserie basata sul Pokémon Trading Card Game, Pokémon: Verso la cima. |                   |                   |
| 67  | Pokémon: Verso la cima - Episodio 2: Campionati Regionali 「ポケモンWCS2023記念アニメ「PATH TO THE PEAK 頂へのきずな」第2話」 - Pokémon WCS 2023 Kinen Anime "PATH TO THE PEAK Itadaki e no Kizuna" Dai 2 wa | 18 agosto 2023    | 16 agosto 2023    |
| 67  | Secondo episodio della webserie basata sul Pokémon Trading Card Game, Pokémon: Verso la cima. |                   |                   |
| 68  | La storia oscura di Poltchageist 「まっちゃポケモン「チャデス」の奇妙な物語」 - Maccha Pokémon "Chadesu" no Kimyōna Monogatari | 22 agosto 2023    | 22 agosto 2023    |
| 68  | Video promozionale in tecnica mista dedicato al Pokémon di nona generazione Poltchageist introdotto nel DLC Il tesoro dell'Area Zero dei giochi Pokémon Scarlatto e Violetto. |                   |                   |
| 69  | Pokémon: Verso la cima - Episodio 3: Campionati Internazionali 「ポケモンWCS2023記念アニメ「PATH TO THE PEAK 頂へのきずな」第3話」 - Pokémon WCS 2023 Kinen Anime "PATH TO THE PEAK Itadaki e no Kizuna" Dai 3 wa | 25 agosto 2023    | 23 agosto 2023    |
| 69  | Terzo episodio della webserie basata sul Pokémon Trading Card Game, Pokémon: Verso la cima. |                   |                   |
| 70  | Pokémon: Verso la cima - Episodio 4: Campionati Mondiali 「ポケモンWCS2023記念アニメ「PATH TO THE PEAK 頂へのきずな」第4話」 - Pokémon WCS 2023 Kinen Anime "PATH TO THE PEAK Itadaki e no Kizuna" Dai 4 wa | 1º settembre 2023 | 30 agosto 2023    |
| 70  | Quarto e ultimo episodio della webserie basata sul Pokémon Trading Card Game, Pokémon: Verso la cima. |                   |                   |
| 71  | Scoprire Pokémon insieme: Occhio a Oddish! 「Discover Pokémon Together: An Oddish Tale」 | 7 settembre 2023  | 7 settembre 2023  |
| 71  | Secondo corto animato della serie Scoprire Pokémon insieme, dedicato al Pokémon Oddish. |                   |                   |
| 72  | Pokémon x Museo Van Gogh: A breve in arrivo! 「Pokémon x Van Gogh Museum: Coming Soon!」 | 12 settembre 2023 | 12 settembre 2023 |
| 72  | Corto animato con protagonisti Pikachu ed Eevee per annunciare la collaborazione con il Van Gogh Museum di Amsterdam. |                   |                   |
| 73  | 「ポルカドットスティングレイ「ゴーストダイブ」 [Music Video Ghost Pokémon Edit]」 - Porukadotto Sutingurei "Gōsuto Daibu" [Music Video Ghost Pokémon Edit] | 20 settembre 2023 | -                 |
| 73  | Video musicale animato per il brano "Ghost Dive" dei Polkadot Stingray. |                   |                   |
| 74  | 「「マルジャナイ島のシカクなポケモン!?」 第4話 「よぞらにあいた あな」」 - "Marujanai tō no shi kakuna Pokémon!?" Dai 4 wa "Yozora ni aita ana" | 23 settembre 2023 | -                 |
| 74  | Quarto episodio di una serie di corti realizzati con un'animazione ispirata a Pokémon Quest. |                   |                   |
| 75  | 「カビゴンと何してくつろぐ？ 第1弾」 - Kabigon to nani shite kutsurogu? Dai 1 dan | 28 settembre 2023 | -                 |
| 75  | Prima breve animazione di una serie con protagonista Snorlax. |                   |                   |
| 76  | 「ボルテッカー feat. 初音ミク」 - Volt Tackle feat. Hatsune Miku | 29 settembre 2023 | -                 |
| 76  | Primo video musicale del Project Voltage, un crossover tra Pokémon e Hatsune Miku. |                   |                   |
| 77  | 「「マルジャナイ島のシカクなポケモン!?」 第5話 「たいせつな なかま」」 - "Marujanai tō no shi kakuna Pokémon!?" Dai 5 wa "Tai setsuna naka ma" | 30 settembre 2023 | -                 |
| 77  | Quinto e ultimo episodio di una serie di corti realizzati con un'animazione ispirata a Pokémon Quest. |                   |                   |
| 78  | Scoprire Pokémon insieme - Il misterioso Mismagius 「Discover Pokémon Together: The Mysterious Mismagius」 | 2 ottobre 2023    | 2 ottobre 2023    |
| 78  | Terzo corto animato della serie Scoprire Pokémon insieme, dedicato al Pokémon Mismagius. |                   |                   |
| 79  | 「ミライどんなだろう feat. 初音ミク」 - Mirai Donnadarō feat. Hatsune Miku | 6 ottobre 2023    | -                 |
| 79  | Secondo video musicale del Project Voltage, un crossover tra Pokémon e Hatsune Miku. |                   |                   |
| 80  | 「「ポケモンたちとのキャンプ旅」第1話「さわやか！香り弾けるマスカットケーキ」」 - "Tachi to no kyanpu tabi" Dai 1 wa "Sawayaka! Kaori hajikeru masukatto kēki" | 9 ottobre 2023    | -                 |
| 80  | Primo episodio di Camping trip with Pokémon, serie di corti in cui dei Pokémon (animati in CGI) aiutano il loro allenatore a cucinare durante un campeggio. |                   |                   |
| 81  | 「「ポケモンたちとのキャンプ旅」第2話「ふわとろ！メスティンで三色ティラミス」」 - "Tachi to no kyanpu tabi" Dai 2 wa "Fuwatoro! Mesutin de san shoku tiramisu" | 12 ottobre 2023   | -                 |
| 81  | Secondo episodio di Camping trip with Pokémon, serie di corti in cui dei Pokémon (animati in CGI) aiutano il loro allenatore a cucinare durante un campeggio. |                   |                   |
| 82  | 「電気予報 feat. 初音ミク」 - Denki Yohō feat. Hatsune Miku | 13 ottobre 2023   | -                 |
| 82  | Terzo video musicale del Project Voltage, un crossover tra Pokémon e Hatsune Miku. |                   |                   |
| 83  | 「「ポケモンたちとのキャンプ旅」第3話「じゅわっと！カラフル野菜のラタトゥイユ」」 - "Tachi to no kyanpu tabi" Dai 3 wa "Juwatto! Karafuru yasai no ratatuiyu" | 17 ottobre 2023   | -                 |
| 83  | Terzo e ultimo episodio di Camping trip with Pokémon, serie di corti in cui dei Pokémon (animati in CGI) aiutano il loro allenatore a cucinare durante un campeggio. |                   |                   |
| 84  | 「The Pokémon Inside My Heart feat. 初音ミク」 - The Pokémon Inside My Heart feat. Hatsune Miku | 20 ottobre 2023   | -                 |
| 84  | Quarto video musicale del Project Voltage, un crossover tra Pokémon e Hatsune Miku. |                   |                   |
| 85  | Detective Pikachu e il mistero del dolce scomparso 「名探偵ピカチュウ ～華麗なるモーニングルーティン～」 - Meitantei Pikachu ～Kareinaru Mōningu Rūtin～ | 25 ottobre 2023   | 25 ottobre 2023   |
| 85  | Corto animato in promozione di Detective Pikachu: Il ritorno. |                   |                   |
| 86  | 「カビゴンと何してくつろぐ？ 第2弾」 - Kabigon to nani shite kutsurogu? Dai 2 dan | 27 ottobre 2023   | -                 |
| 86  | Seconda breve animazione di una serie con protagonista Snorlax. |                   |                   |
| 87  | 「Biri-Biri」 | 18 novembre 2023  | -                 |
| 87  | Video musicale animato per una canzone di Yoasobi realizzata per celebrare l'anniversario di un anno dall'uscita di Pokémon Scarlatto e Violetto con personaggi e Pokémon dalla coppia di titoli. |                   |                   |
| 88  | 「戦闘! feat. 初音ミク」 - Sento! feat. Hatsune Miku | 1 dicembre 2023   | -                 |
| 88  | Quinto video musicale del Project Voltage, un crossover tra Pokémon e Hatsune Miku. |                   |                   |
| 89  | 「カビゴンと何してくつろぐ？ 第3弾」 - Kabigon to nani shite kutsurogu? Dai 3 dan | 6 dicembre 2023   | -                 |
| 89  | Terza breve animazione di una serie con protagonista Snorlax. |                   |                   |
| 90  | 「きみとそらをとぶ feat. 初音ミク & 巡音ルカ」 - Kimi to sora o tobu feat. Hatsune Miku & Megurine Luka | 8 dicembre 2023   | -                 |
| 90  | Sesto video musicale del Project Voltage, un crossover tra Pokémon e Hatsune Miku. |                   |                   |
| 91  | 「ガッチュー! feat. 初音ミク·鏡音リン·レン」 - Gacchu! feat. Hatsune Miku, Kagamine Rin e Len | 15 dicembre 2023  | -                 |
| 91  | Settimo video musicale del Project Voltage, un crossover tra Pokémon e Hatsune Miku. |                   |                   |
| 92  | 「ポケモンセンター「My PIKACHU Humming」」 - Pokémon Center "My Pikachu Humming" | 16 dicembre 2023  | -                 |
| 92  | Video musicale animato per una canzone di Pikachu legata ai negozi Pokémon Center. |                   |                   |
| 93  | 「JUVENILE feat. 初音ミク」 - Juvenile feat. Hatsune Miku | 22 dicembre 2023  | -                 |
| 93  | Ottavo video musicale del Project Voltage, un crossover tra Pokémon e Hatsune Miku. |                   |                   |
| 94  | 「アート展「CHRIS meets KABIGON」の開催が決定!」 - Aatoten "CHRIS meets KABIGON" no kaisai ga kettei! | 22 dicembre 2023  | -                 |
| 94  | Video musicale in tecnica mista per annunciare la mostra "Chris meets Kabigon", parte del Progetto Snorlax. |                   |                   |
| 95  | 「カビゴン と カラカラ」 - Kabigon to Karakara | 29 dicembre 2023  | -                 |
| 95  | Corto animato che vede protagonisti Snorlax e Cubone, parte del Progetto Snorlax. |                   |                   |
| 96  | Hai mai sentito parlare della Baccapesca misteriosa? 「まぼろしモモン」 - Maboroshi Momon | 11 gennaio 2024   | 11 gennaio 2024   |
| 96  | Video promozionale dedicato al Pokémon di nona generazione Pecharunt introdotto nell'epilogo del DLC Il tesoro dell'Area Zero dei giochi Pokémon Scarlatto e Violetto. |                   |                   |
| 97  | Il mistero di Pecharunt 「知られざる「モモワロウ 物語」」 - Shirarezaru "Momowarou monogatari" | 15 gennaio 2024   | 15 gennaio 2024   |
| 97  | Video promozionale dedicato al Pokémon di nona generazione Pecharunt introdotto nell'epilogo del DLC Il tesoro dell'Area Zero dei giochi Pokémon Scarlatto e Violetto. |                   |                   |
| 98  | 「カビゴンと何してくつろぐ？ 第4弾」 - Kabigon to nani shite kutsurogu? Dai 4 dan | 15 gennaio 2024   | -                 |
| 98  | Quarta breve animazione di una serie con protagonista Snorlax. |                   |                   |
| 99  | 「I'm a Ghost Type feat. 初音ミク」 - I'm a Ghost Type feat. Hatsune Miku | 27 gennaio 2024   | -                 |
| 99  | Nono video musicale del Project Voltage, un crossover tra Pokémon e Hatsune Miku. |                   |                   |
| 100 | 「良辰有梦」 - Liángchén yǒu mèng | 2 febbraio 2024   | -                 |
| 100 | Corto animato prodotto da Pokémon Shangai. Il titolo si può tradurre approssimativamente come Sognando tempi felici. |                   |                   |
| 101 | 「ゴー！ビッパ団 feat. リンレンミク」 - GO! Team BIPPA feat. Rin, Ren and Miku | 2 febbraio 2024   | -                 |
| 101 | Decimo video musicale del Project Voltage, un crossover tra Pokémon e Hatsune Miku. |                   |                   |
| 102 | 「アート展「KABIGON meets SNORLAX」の開催が決定!」 - Aatoten "KABIGON meets SNORLAX" no kaisai ga kettei! | 9 febbraio 2024   | -                 |
| 102 | Video musicale in tecnica mista per annunciare la mostra "Kabigon meets Snorlax", parte del Progetto Snorlax. |                   |                   |
| 103 | Pokémon Ceruledge: Una lotta tagliente 「Pokémon Ceruledge: Rumble in the Ruins」 | 9 febbraio 2024   | 9 febbraio 2024   |
| 103 | Corto animato dedicato al Pokémon di nona generazione Ceruledge. |                   |                   |
| 104 | 「ひゅ〜どろどろ feat. 初音ミク＆MEIKO」 - Hyuu Doro Doro feat. Hatsune Miku & MEIKO | 9 febbraio 2024   | -                 |
| 104 | Undicesimo video musicale del Project Voltage, un crossover tra Pokémon e Hatsune Miku. |                   |                   |
| 105 | Pokémon Gimmighoul: Caccia all’oro 「Pokémon Gimmighoul: Gold Rush」 | 13 febbraio 2024  | 13 febbraio 2024  |
| 105 | Versione alternativa dal punto di vista di Gimmighoul del corto animato dedicato al Pokémon di nona generazione Ceruledge di qualche giorno prima. |                   |                   |
| 106 | 「Encounter feat. 初音ミク」 - Encounter feat. Hatsune Miku | 16 febbraio 2024  | -                 |
| 106 | Dodicesimo video musicale del Project Voltage, un crossover tra Pokémon e Hatsune Miku. |                   |                   |
| 107 | 「カビゴンと何してくつろぐ？ 第5弾」 - Kabigon to nani shite kutsurogu? Dai 5 dan | 16 febbraio 2024  | -                 |
| 107 | Quinta breve animazione di una serie con protagonista Snorlax. |                   |                   |
| 108 | 「カビゴン寝てるんかーい！」 - You're sleeping soundly, Snorlax! | 16 febbraio 2024  | -                 |
| 108 | Video musicale parte del Progetto Snorlax, con protagonista il suddetto Pokémon. |                   |                   |
| 109 | 「むげんのチケット feat. 初音ミク × KAITO」 - Mugen's Ticket feat. Hatsune Miku and Kaito | 17 febbraio 2024  | -                 |
| 109 | Tredicesimo video musicale del Project Voltage, un crossover tra Pokémon e Hatsune Miku. |                   |                   |
| 110 | 「PARTY ROCK ETERNITY feat. 初音ミク」 - Party Rock Eternity feat. Hatsune Miku | 23 febbraio 2024  | -                 |
| 110 | Quattordicesimo video musicale del Project Voltage, un crossover tra Pokémon e Hatsune Miku. |                   |                   |
| 111 | 「たびのまえ、たびのあと feat. 初音ミク」 - Tabi no mae, tabi no ato feat. Hatsune Miku | 27 febbraio 2024  | -                 |
| 111 | Quindicesimo video musicale del Project Voltage, un crossover tra Pokémon e Hatsune Miku. |                   |                   |
| 112 | 「"POKÉDANCE" アニメーションMV」 - "POKÉDANCE" animation MV | 27 febbraio 2024  | -                 |
| 112 | Video musicale animato con protagonisti i Pokémon iniziali per celebrare il Pokémon Day 2024. Una versione che mantiene i Pokémon animati ma sostituisce i personaggi con persone reali che insegnano il balletto del video è stata pubblicata un'ora dopo.                                                                     |                   |                   |
| 113 | 「『ポケモンマスターズ EX』4.5周年を記念したバディーズが登場！」 - "Pokémon Masters EX" 4.5 shuunen o kinen shita badiizu ga toujou! | 27 febbraio 2024  | -                 |
| 113 | Trailer animato per il 4.5 anniversario di Pokémon Masters EX. |                   |                   |

In aggiunta ai corti animati sopraelencati sono stati pubblicati, durante la campagna marketing di Pokémon Sole e Luna, tre trailer narrativi live-action dal titolo Train On, rispettivamente in data 11 maggio, 7 settembre e 29 ottobre 2016. Durante la campagna marketing di Pokémon Scarlatto e Violetto un altro trailer di questo genere dal titolo Pokemon Scarlet & Pokemon Violet - Official Trailer è stato pubblicato il 25 ottobre 2022 sul canale YouTube di IGN. Inoltre, per pubblicizzare il gioco Leggende Pokémon: Arceus sono stati pubblicati sul canale internazionale Pokémon di YouTube cinque video che uniscono una recitazione live-action a dei Pokémon animati in computer grafica, dal titolo Pokémon Legends: Arceus. It’s Pokémon, but not as you know it!. Per concludere, un gran numero di animazioni promozionali sono state prodotte per le varie espansioni del Pokémon Trading Card Game.